# Campeonato Mundial de Peso Crucero de AAA
Le Campeonato Mundial Crucero AAA ou Campeonato Mundial de Peso Crucero de AAA ((AAA World Cruiserweight Championship en anglais) est un titre de lucha libre créé en 2009, et actuellement utilisé dans la fédération Lucha Libre AAA Worldwide.

## Historique du titre
| #  | Catcheur             | Règne No. | Date              | Durée      | Lieu                             | Notes |
| -- | -------------------- | --------- | ----------------- | ---------- | -------------------------------- | --- |
| 1  | Alex Koslov          | 1         | 21 mai 2009       | 23 jours   | Aguascalientes, Aguascalientes   | Il bat Alan Stone et Extreme Tiger en finale d'un tournoi |
| 2  | Extreme Tiger        | 1         | 13 juin 2009      | 69 jours   | Mexico                           | [ 2 ] |
| 3  | Alex Koslov          | 2         | 21 août 2009      | 9 jours    | Ciudad Madero, Tamaulipas        | [ 3 ] |
| —  | Vacant               | —         | 30 août 2009      | —          | Tlalnepantla, État de Mexico     | Alex Kozlov est obligé de quitter la AAA après sa défaite dans un match en cage à élimination l'opposant à Extreme Tiger, Teddy Hart, Jack Evans, Sugi San et Rocky Romero.                                                                                                 |
| 4  | Extreme Tiger        | 2         | 26 septembre 2009 | 253 jours  | Monterrey, Nuevo León            | |
| 5  | Jack Evans           | 1         | 6 juin 2010       | 713 jours  | Mexico                           | |
| 6  | Juventud Guerrera    | 1         | 19 mai 2012       | 197 jours  | Chilpancingo                     | |
| 7  | Daga                 | 1         | 2 décembre 2012   | 623 jours  | Zapopan                          | |
| 8  | El Hijo del Fantasma | 1         | 17 août 2014      | 945 jours  | Mexico                           | Bat Daga, Fénix, Angélico, Australian Suicide, Bengala, Drago, Jack Evans, Joe Líder et Pentagón Jr. dans un Ten-way elimination match pour unifier le AAA Fusión Championship et le AAA Cruiserweight Championship, devenant le premier AAA World Cruiserweight Champion,. |
| 9  | Johnny Mundo         | 1         | 19 mars 2017      | 196 jours  | Monterrey, Nuevo León            | En battant El Texano Jr. et El Hijo del Fantasma dans un Three Way Match où le AAA Latin American Championship et le AAA Mega Championship étaient également en jeu. |
| 10 | Lanzelot             | 1         | 1 octobre 2017    | 117 jours  | San Luis Potosí, San Luis Potosí | |
| 11 | Australian Suicide   | 1         | 26 janvier 2018   | 211 jours  | Mexico                           | |
| 12 | Sammy Guevara        | 1         | 25 août 2018      | 175 jours  | Mexico                           | C'était un Four Way match incluant aussi Shane Strickland et ACH. |
| 13 | Laredo Kid           | 1         | 16 février 2019   | 1218 jours | Morelia, Michoacan               | |
| —  | Lio Rush             | —         | 10 février 2021   | —          | Orlando (Floride)                | Le MLW World Middleweight Championship de Rush était également à gagner. Le changement de titre n'est pas reconnu par la AAA. |
| 14 | Fénix                | 1         | 18 juin 2022      | 394 jours  | Tijuana                          | [ 9 ] |
| —  | Vacant               | —         |                   | —          |                                  | Fénix quitte la AAA et rend son championnat poids lourds-légers et son championnat d'Amérique latine vacants. |
| 15 | Komander (en)        | 1         | 23 septembre 2023 | 329 jours  | Mexico                           | Dans un match à quatre impliquant Kuukai, Mecha Wolf 450 (en) et SB Kento (en) pour le titre vacant. |
| 16 | Matt Riddle          | 1         | 17 août 2024      | 209 jours+ | Mexico                           | Dans un match à impliquant Laredo Kid. |

## Règnes combinés
Au 14 mars 2025
|  | Travaille toujours à la AAA |

| Rang | Catcheur                | Nombre de règnes | Jours combinés |
| ---- | ----------------------- | ---------------- | -------------- |
| 1    | Laredo Kid              | 1                | 1218           |
| 2    | El Hijo del Fantasma    | 1                | 947            |
| 3    | Jack Evans              | 1                | 713            |
| 4    | Daga                    | 1                | 623            |
| 5    | Fénix                   | 1                | 394            |
| 6    | Komander                | 1                | 329            |
| 7    | Extreme Tiger           | 2                | 322            |
| 8    | Australian Suicide (en) | 1                | 211            |
| 9    | Juventud Guerrera       | 1                | 197            |
| 10   | Johnny Mundo            | 1                | 196            |
| 11   | Sammy Guevara           | 1                | 175            |
| 12   | Lanzelot                | 1                | 118            |
| 13   | Matt Riddle             | 1                | 209+           |
| 14   | Alex Koslov             | 2                | 32             |
| —    | Lio Rush                | —                | —              |